# Genoa (Wisconsin)
Genoa es una villa ubicada en el condado de Vernon en el estado estadounidense de Wisconsin. En el Censo de 2010 tenía una población de 253 habitantes y una densidad poblacional de 321,33 personas por km².

## Geografía
Genoa se encuentra ubicada en las coordenadas 43°34′24″N 91°13′34″O / 43.57333, -91.22611. Según la Oficina del Censo de los Estados Unidos, Genoa tiene una superficie total de 0.79 km², de la cual 0.77 km² corresponden a tierra firme y (2.63%) 0.02 km² es agua.

## Demografía
Según el censo de 2010, había 253 personas residiendo en Genoa. La densidad de población era de 321,33 hab./km². De los 253 habitantes, Genoa estaba compuesto por el 97.23% blancos, el 0% eran afroamericanos, el 1.58% eran amerindios, el 0.4% eran asiáticos, el 0% eran isleños del Pacífico, el 0% eran de otras razas y el 0.79% pertenecían a dos o más razas. Del total de la población el 0% eran hispanos o latinos de cualquier raza.